# Pablo Barragán
Pablo Barragán Hernández (Marchena, 1987) es un clarinetista español.

## Carrera profesional
Pablo Barragán estudió en el Conservatorio Superior de Música Manuel Castillo de Sevilla con Antonio Salguero y en la Fundación Barenboim-Said con Matthias Glander (clarinetista principal de la Staatskapelle de Berlín). En 2009 se trasladó a la Academia de Música de Basilea para continuar sus estudios con las clases magistrales de François Benda. Durante sus estudios también asistió a clases magistrales con Martin Fröst, Charles Neidich y Dimitri Ashkenazy.
Desde 2007 Pablo Barragán fue miembro de la West-Eastern Divan Orchestra bajo la dirección de Daniel Barenboim e invitado a enseñar como profesor en la Fundación Barenboim-Said.
Pablo Barragán ha actuado como solista con la Orquesta Sinfónica de Basilea, Orquesta de Radio Televisión Española, Bratislava Sinfonietta, Orquesta Filarmónica de Málaga, Orquesta du Chambre Delemont, Orquesta Bética de Cámara y New Orchestra Basel. También participa en numerosos festivales de toda Europa como el Menuhin Festival Gstaad, Festspiele Mecklenburg-Vorpommern, Salzburg Chamber Music Festival, Young Euroclassics Berlin, Davos Festival, Musiksommer Zürichsee o el Montecastelli Pisano Festival bajo la dirección artística de Heinrich Schiff. En 2013 Barragán debutó en solitario en el Festival de Lucerna.
Pablo Barragán toca con instrumentos Backun .

## Premios
- 2011: Premio Especial de los Concursos Europeos de Música para Jóvenes (EMCY)
- 2011: Primer Premio de las Juventudes Musicales de España
- 2012: Premio especial del concurso internacional de música ARD[4]
- 2013: Premio Credit Suisse Jeunes Solistes

## Discografía
- "Widmann / Debussy / Prokofieff / Albeniz / Mozart" Socios: Federico Bosco (piano), Laura Schmid (flauta dulce)  Credit Suisse Prizewinner Concert, Lucerne Festival 2013, Swiss Radio and Television[5]
- "Brahms: Sonatas y Tríos Completos para Clarinete" Partners: Juan Pérez Floristán (Piano), Andrei Ioniţă (Violonchelo)[6] IBS Clásico